# Ширли, Ким
Ким Ширли (англ. Kym Shirley, род. 17 декабря 1975) — австралийская профессиональная шоссейная велогонщица.

## Карьера
Профессиональная карьера Ким Ширли началась в конце 1990-х годов, когда она начала участвовать в национальных и международных соревнованиях и завершилась в 2004 году. Среди её наиболее значимых достижений — победа на этапе Тура Тюрингии, 5-е место в общем зачёте Тура Сноуи. В 2004 году она заняла 13-е место в общем зачёте Тура Бретани, 7-е место на этапе (ITT) в рамках этой гонки, а также участвовала с результатами от 25-го до 129-го места в отдельных этапах других гонок.
За время карьеры Ким Ширли выступала в составе таких команд как Itera Team (2002), Road Runner — Guerciotti Cycling (2003), Nobili Rubinetterie — Guerciotti (2004).
Она представляла Австралию на международных соревнованиях, выступая за клуб UQ. Этот клуб, основанный в 1983 году при Университете Квинсленда, известен как стартовая площадка для многих австралийских спортсменов, включая Ким Ширли.

## Достижения
1998
8-я на чемпионате Австралии — групповая гонка
1999
Тур Лимузена
3-я на 1-м этапе
2-я на 4-м этапе
Генеральная классификация
Тура Тюрингии
6-й этап
5-я в спринтерской классификации
6-я в горной классификации
9-я на Interreg Dreiländer Damen-Tour
2-я на Туре Нюрнберга
2000
10-я на чемпионате Австралии — групповая гонка
Тур Сноуи
3-я на 4-м этапе
4-я на 6-м этапе
3-я в горной классификации
5-я в генеральной классификации
3-я на Мельбурн — Сорренто
2001
Тур Сноуи
4-я на 4-м этапе
4-я на 5-м этапе
5-я на 6-м этапе
2-я в горной классификации
5-я в генеральной классификации
Трофи д’Ор
6-я на 4-м этапе
3-я на 5-м этапе
4-я в горной классификации
2002
9-я на чемпионате Австралии — индивидуальная гонка
5-я на чемпионате Австралии — групповая гонка
7-я на Гран-при Либерационе
2-й этап Тур де л’Од феминин
3-я на 2-м этапе Гранд Букль феминин
Трофи д’Ор
7-я на 2-м этапе
7-я в генеральной классификации
2003
3-я на Чемпионате Австралии — групповая гонка
Тур Джелонга
7-я на 1-м этапе
10-я на 2-м этапе
10-я в генеральной классификации
7-я на Гран-при Бриссаго — Лаго-Маджоре
5-я на 1-м этапе Тура Тюрингии
Тур Ардеш
2-я на 4-м этапе
6-я в генеральной классификации
2004
3-я на 7-м этапе Тур де л’Од феминин
7-я на 3-м этапе Тура Бретани
Тур Ардеш
2-я на 5-м этапе
3-я на 6-м этапе
5-я в генеральной классификации

### Статистика выступления наГранд-турах
| Гонка / Год          | 1999 | 2000 | 2001 | 2002 | 2003 | 2004 |
| -------------------- | ---- | ---- | ---- | ---- | ---- | ---- |
| Гранд Букль феминин  | —    | DNF  | —    | 50   | —    | —    |
| Тур де л'Од феминин  | —    | 36   | 17   | 58   | —    | DNF  |
| Джиро д’Италия Донне | 52   | 14   | DNF  | —    | 38   | —    |

## Личная жизнь
Ким Ширли замужем за другим известным австралийским велогонщиком — Мэтью Хейменом, победителем знаменитой классической гонки Париж — Рубе. У пары есть трое детей.